# Breinder
Breinder (Limburgs: De Breinder) is een voormalige buurtschap, thans woonbuurt en bedrijventerrein in Schinnen, gemeente Beekdaelen. Breinder is gelegen in het Geleenbeekdal. Ten opzichte van het kerkdorp Schinnen ligt de buurt aan de overzijde van de beek op ongeveer een kilometer ten zuiden van dit dorp aan de op- en afritten van de snelweg A76. De oude buurtschap is nauwelijks herkenbaar door de uitbreiding van bedrijventerrein en de aanleg van de snelweg A76 en behoort tegenwoordig tot het kerkdorp Schinnen.

## Geschiedenis
De naamsbetekenis van Breinder gaat terug op de oude schrijfwijze “Bredenraedt” of Breijnderade. Dit betekent: brede rode ‘rooiing van bos, ontginning.’ Breijnderade is een typisch voorbeeld van een gehucht dat gegroeid is rondom een grote vrijstaande hoeve uit de hoge middeleeuwen. Later is Breijnderade opgedeeld in de pachthoeves Groot- en Klein-Breijnderade. Ze waren in het verleden onder andere respectievelijk eigendom van de familie Van Pallandt en het klooster Sint-Gerlach en behoorden tot de voornaamste pachthoeves van de heerlijkheid Schinnen.

## Bezienswaardigheden
- De oude pachthoeve Groot-Breijnderade uit 1716 is deels bewaard gebleven en is nu een rijksmonument

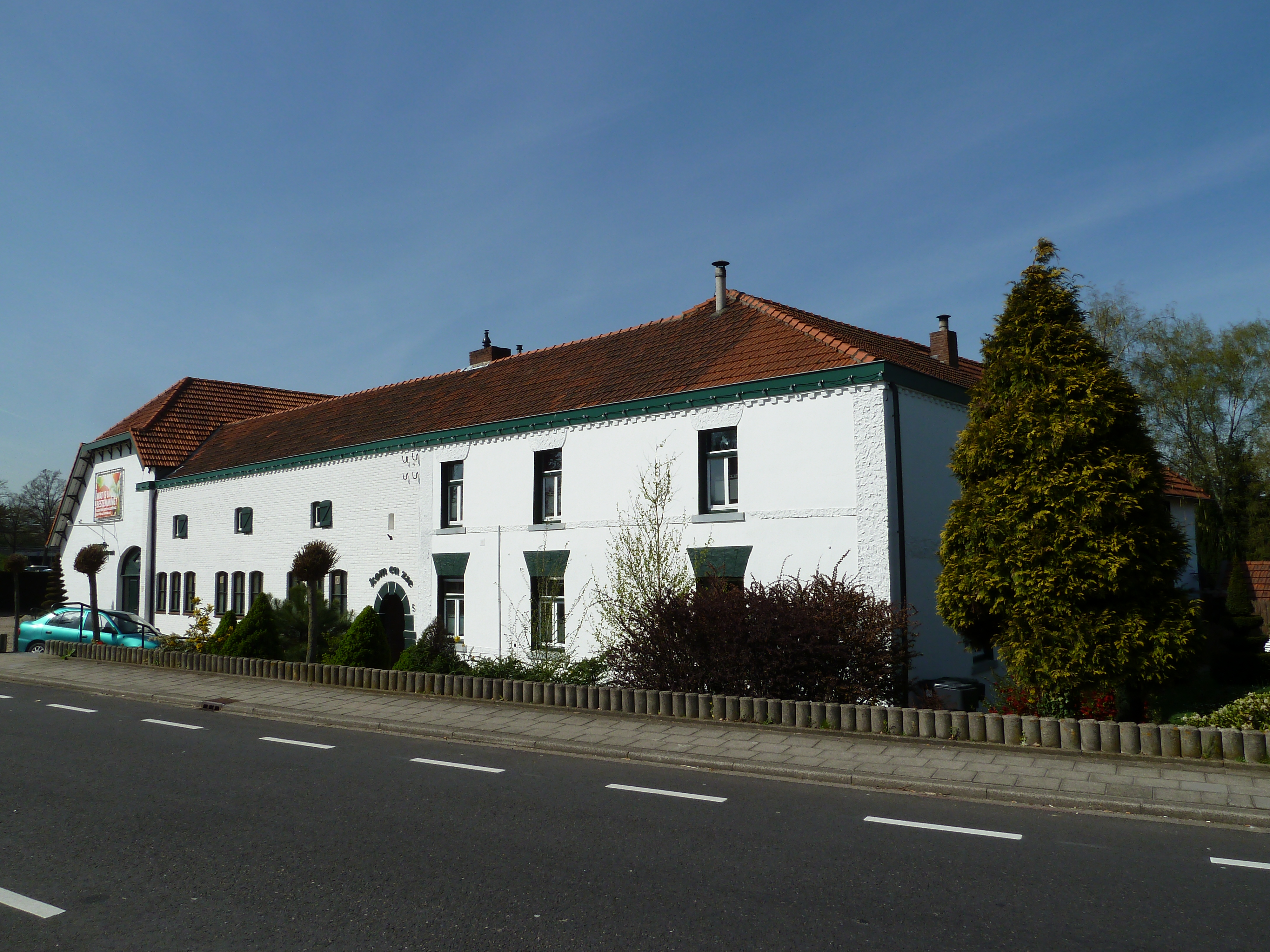
Voormalige hoeve Groot-Breinderade
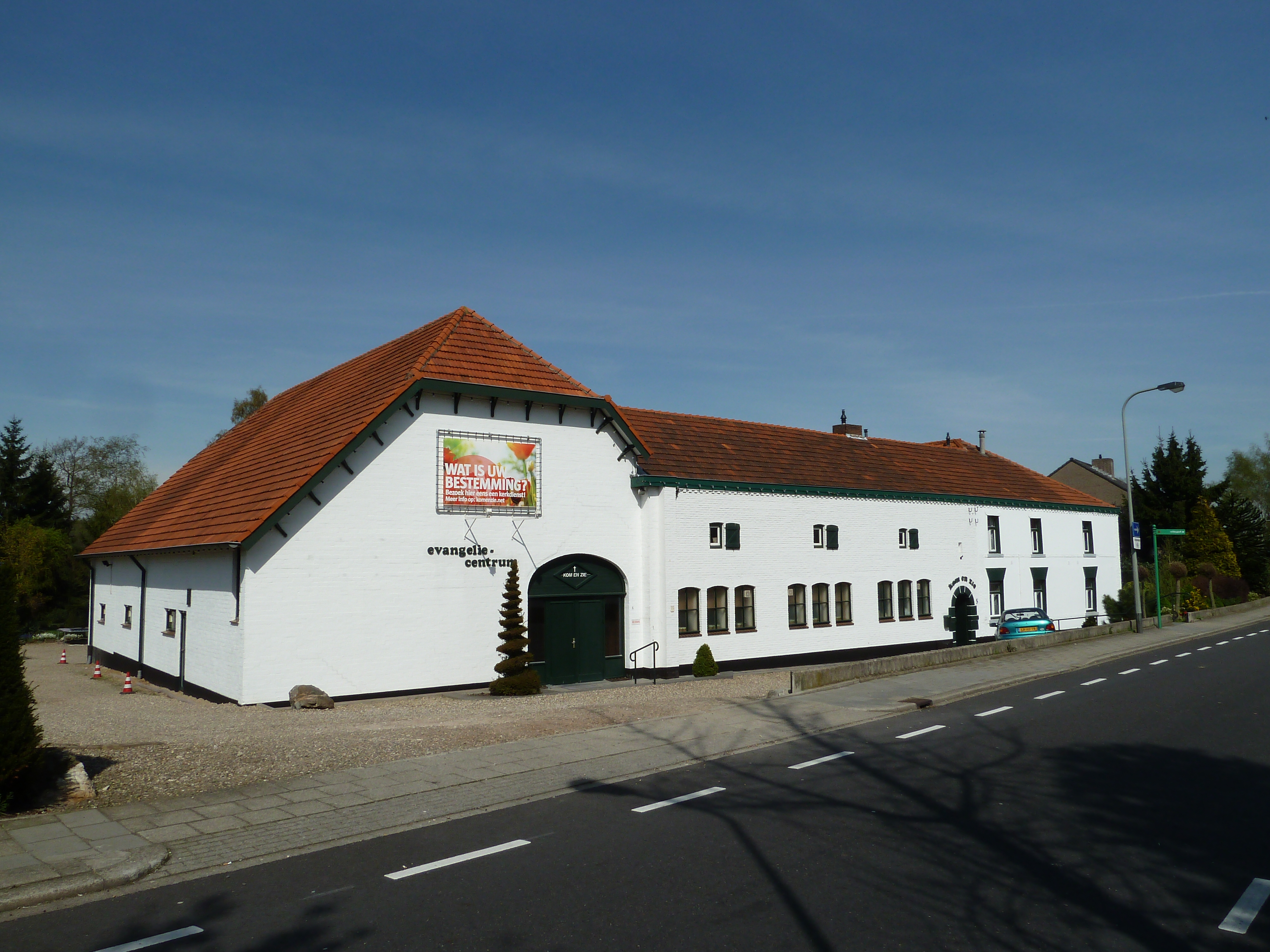
Voormalige hoeve Groot-Breinderade

## Industrie
Op het bedrijventerrein Breinder is onder andere Dogcenter K9 gelegen. Dit bedrijf levert onder andere speurhonden aan het Amerikaanse Witte Huis en het Koninklijk Huis.
Dorpen: Aalbeek · Amstenrade · Arensgenhout · Bingelrade · Doenrade · Hulsberg · Jabeek · Merkelbeek · Nuth · Oirsbeek · Puth · Schimmert · Schinnen · Schinveld · Sweikhuizen · Vaesrade · Wijnandsrade

Buurtschappen en gehuchten: Bovenste Puth · Brand · Breinder · Brommelen · Daniken (deels) · Douvergenhout · Etzenrade · Gracht · Grijzegrubben · Haasdal · Hegge · Heisterbrug · Helle · Hellebroek · Hommert · Hunnecum · Kamp · Kathagen · Klein-Doenrade · Kleingenhout · Kling · Kruis · Laar · Leeuw · Nagelbeek · Nierhoven · Oensel · Onderste Puth · Op de Bies · Op den Hering · Oppeven · Reuken · Swier · Terstraten · Tervoorst · Thull · Viel · Vink · Wintraak · Wissengracht · Wolfhagen

Limburg: Steden en dorpen      Nederland: Provincies · Gemeenten